# Proeidosa
Proeidosa là một chi bướm ngày thuộc họ Bướm nâu.

## Các loài
- Proeidosa polysema Lower, 1908